# Ішхой-Хутір
Ішхой-Хутір (рос. Ишхой-Хутор) — село у Ножай-Юртовському районі Чечні Російської Федерації.
Населення становить 205 осіб. Входить до складу муніципального утворення Рогун-Кажинське сільське поселення.

## Історія
Згідно із законом від 20 лютого 2009 року органом місцевого самоврядування є Рогун-Кажинське сільське поселення.

## Населення
| 1990 | 2002 | 2010 |
| ---- | ---- | ---- |
| 114  | ↗135 | ↗205 |